# バローホールディングス
株式会社バローホールディングス（英: VALOR HOLDINGS CO.,LTD.）は、東海地方を拠点にスーパーマーケット・ホームセンター・ドラッグストア・スポーツクラブなどを店舗展開するバローグループの持株会社である。2015年10月1日に株式会社バローから商号を変更した。新設の子会社である株式会社バローをはじめとする事業会社を傘下に持つ。
創業者の伊藤喜美が岐阜県恵那市で主婦の店として創業。本部は岐阜県多治見市大針町661-1であるが、登記上の本店は現在も恵那市である。社名のバローの由来は「勇気ある者」を意味する英語の古語から（wikt:en:valor参照）。

## 沿革
- 2015年（平成27年）
  - 4月1日 - （旧）株式会社バロー100%出資により、株式会社スーパーマーケットバロー分割準備会社及び株式会社ホームセンターバロー分割準備会社設立[2]。
  - 6月 - 株式会社トーホーストアを関連会社化（2023年3月1日付けで一旦提携解消）。
  - 10月1日 - 持株会社体制に移行。（旧）株式会社バローを株式会社バローホールディングスに、株式会社スーパーマーケットバロー分割準備会社を（新）株式会社バローに、株式会社ホームセンターバロー分割準備会社を株式会社ホームセンターバローに、それぞれ商号変更。吸収分割により、スーパーマーケット事業を（新）株式会社バローに、ホームセンター事業及びペットショップ事業を株式会社ホームセンターバローに、それぞれ継承[3]。
- 2016年（平成28年）
  - 3月1日 - 本部機能の一部を愛知県名古屋市中村区の名古屋三井物産ビルに移転[4]。
  - 4月 - 株式会社北信州きのこファームを設立。
  - 6月1日 - 子会社の中部開発株式会社を吸収合併[5][6]。
  - 8月25日 - 株式会社公正屋（現・連結子会社）を子会社化。
- 2017年（平成29年）
  - 4月1日 - 株式会社バローエージェンシー（現・連結子会社）を設立。
  - 4月5日 - 本田水産株式会社（現・連結子会社）を子会社化。
  - 7月 - 株式会社ザイマックスとの合弁で株式会社バローマックス（現・連結子会社）を設立。
- 2018年（平成30年）
  - 1月31日 - 株式会社ココカラファインと業務提携開始。
  - 2月1日 - 株式会社ファースト（現・連結子会社）を子会社化。
  - 8月29日 - 株式会社フタバヤの全株式を取得し、完全子会社化[7]。
  - 10月 - 株式会社バローファーム海津が株式会社郡上きのこファーム、東邦産業株式会社、株式会社北信州きのこファームを吸収合併、中部アグリ株式会社へ商号変更。
  - 12月25日 - 株式会社アークス、株式会社リテールパートナーズと資本業務提携を締結[8][9]、後に「新日本スーパーマーケット同盟」を結成[10]。
- 2019年（平成31年 / 令和元年）
  - 2月28日 - 三幸株式会社の株式81.6%を取得し、三幸を連結子会社化[11]。
  - 4月1日 - 福島県福島市に本社を置き、東北地方や中国・四国地方を中心にホームセンター及びペットショップを運営するダイユー・リックホールディングス株式会社と経営統合。同社株式の50%を取得し、アレンザホールディングス株式会社（同日付でダイユー・リックホールディングスから商号変更）[12]を子会社化[13][14]。
  - 8月 - 株式会社てらお食品（現・連結子会社）を子会社化。
- 2020年（令和2年）
  - 8月 - 大東食研株式会社（現・連結子会社）を子会社化。
- 2021年（令和3年）
  - 4月 - 本田水産株式会社が株式会社石巻フーズを吸収合併。
  - 7月 - 中部流通株式会社が株式会社フェイス（現・連結子会社）を子会社化。
  - 10月 - 株式会社八百鮮および株式会社ヤマタ（現・連結子会社）を子会社化。
  - 12月 - 株式会社バローフィナンシャルサービス（現・連結子会社）を設立。
- 2022年（令和4年）
  - 4月 - 東京証券取引所の市場区分見直しにより市場第一部からプライム市場へ、名古屋証券取引所の市場区分見直しにより市場第一部からプレミア市場へ移行。
- 2023年（令和5年）
  - 4月1日 - 中部薬品株式会社が有限会社ひだ薬局および有限会社なぎさ薬局を吸収合併。
  - 4月12日 - 中部流通株式会社が昭和フイルム株式会社およびユニードパック株式会社（現・連結子会社）を子会社化[15]。
  - 7月1日 - 株式会社バローが株式会社福井中央漬物を吸収合併。
  - 10月23日 - 株式会社トーホーから兵庫県内でスーパーマーケット事業（34店舗）を運営している子会社・トーホーストアを譲受し、内13店舗をグループ3社（八百鮮、ヤマタ、中部薬品）の店舗に順次転換する事を発表[16]。
- 2024年（令和6年）
  - 3月1日 - 株式会社ホームセンターバローが株式会社NSAKおよび株式会社ホームセンター・アントを吸収合併[17]。
  - 4月1日 - 株式会社バローが株式会社大和ストアーを吸収合併。
  - 4月2日 - 中部興産株式会社が株式会社鷺富運送（現・連結子会社）を子会社化[18]。
  - 5月14日 - 株式会社M-aidと資本業務提携[19]。
  - 7月1日 - メンテックス株式会社が株式会社セイソーを吸収合併。
  - 9月1日 - 株式会社アミーゴに株式会社ホームセンターバローのペットショップ事業と株式会社ジョーカーを統合しグループ組織再編を実施[20]。
  - 10月1日 - 中部流通株式会社が株式会社アグリルを吸収合併。
  - 10月 - メンテックス株式会社が株式会社スパークル（現・連結子会社）を子会社化。
  - 12月1日 - 有限会社東栄薬局（現・連結子会社）を子会社化。
  - 12月10日 - 株式会社犬の家（現・連結子会社）を子会社化[21]。
- 2025年（令和7年）
  - 1月 - 株式会社アーデル・フィットネス・リゾート（現・連結子会社）を子会社化。
  - 3月1日 - 中部興産株式会社が有限会社滋賀中央パックを吸収合併。

## 展開する店舗
2025年6月30日時点、1,465店舗

### スーパーマーケット
- バロー：245店舗
- タチヤ：22店舗
- 食鮮館タイヨー：16店舗
- 公正屋：6店舗
- フタバヤ：4店舗
- 三幸：8店舗
- その他：25店舗

### 惣菜専門店
- 惣菜専門店等：66店舗

### ドラッグストア
- V・drug等：548店舗

### ホームセンター
- ホームセンターバロー等：165店舗

### スポーツクラブ
- スポーツクラブアクトス等：167店舗

### ペットショップ
- ペットフォレスト等：188店舗

### その他
- メゾン・ドゥ・ジャルダン（レストラン、岐阜県恵那市、旧称はウェストウッドで2007年5月に移転オープン）等：6店舗

## 関連会社（バローグループ）
2025年3月31日時点、特記のないものは全て連結子会社。

### スーパーマーケット事業
- 株式会社バロー - 岐阜県多治見市大針町661-1
- 株式会社タチヤ - 愛知県名古屋市中区丸の内1丁目10-29（本店は名古屋市天白区）
- 株式会社食鮮館タイヨー - 静岡県静岡市葵区流通センター10-6
- 株式会社公正屋 - 山梨県上野原市新田873-10
- 株式会社フタバヤ - 滋賀県米原市顔戸1063-1
- 三幸株式会社 - 富山県高岡市野村1711
- 株式会社てらお食品 - 千葉県八千代市大和田新田572-4
- 株式会社八百鮮 - 大阪府大阪市福島区吉野2丁目11-16
- 株式会社ヤマタ - 大阪府吹田市江坂町1丁目21-17 ESAKA松尾ビル 4F
- VARO CO.,LTD. -  韓国 慶尚南道金海市
- 中部フーズ株式会社 - 岐阜県多治見市高根町4-20
- 株式会社ダイエンフーズ - 三重県四日市市富双2丁目1-15
- 本田水産株式会社 - 宮城県石巻市流留字五性橋9-45
- 古屋産業株式会社 - 岐阜県恵那市大井町2531-3
- 株式会社桂林閣 - 岐阜県可児市矢戸964-1
- 株式会社白石罐詰工場 - 佐賀県杵島郡白石町大字築切4424
- 大東食研株式会社 - 東京都千代田区丸の内3丁目3-1 新東京ビル 2階
- 株式会社主婦の店商事中部本社 - 愛知県名古屋市熱田区川並町2-22
- 株式会社Vソリューション - 岐阜県多治見市大針町661-1
- 中部ミート株式会社 - 岐阜県大垣市大村2丁目21-1
- 中部アグリ株式会社 - 岐阜県多治見市大針町661-1
- 有限会社野元畜産 - 鹿児島県鹿屋市東原町3294
- 株式会社バローマックス - 愛知県名古屋市中村区名駅南1丁目16-21
- 株式会社どんたく - 石川県七尾市作事町80 【持分法適用関連会社】
- THAI VALOR Co.,Ltd. -  タイ バンコク 【持分法非適用非連結子会社】
- Bulls International Co.,Ltd. -  タイ バンコク 【持分法非適用非連結子会社】
- 株式会社旨味屋クラブ - 岐阜県瑞浪市土岐町3368-3 【持分法非適用関連会社】
- SEORO FOOD CO.,LTD. -  韓国 慶尚南道梁山市【持分法非適用関連会社】
- 織田ショッピングセンター株式会社 - 福井県丹生郡越前町中7字上田1-1 【持分法非適用関連会社】

### ドラッグストア事業
- 中部薬品株式会社 - 岐阜県多治見市高根町4-29
- 有限会社東栄薬局 - 愛知県北設楽郡東栄町大字本郷字大沼10
- 株式会社M-aid - 愛知県名古屋市中村区名駅4丁目6-17 名古屋ビルディング 11階 【持分法非適用関連会社】

### ホームセンター事業
- 株式会社ホームセンターバロー - 岐阜県多治見市大針町661-1
- 株式会社ダイユーエイト - 福島県福島市太平寺字堰ノ上58
- 株式会社タイム - 岡山県岡山市北区下中野465-4
- 株式会社日敷 - 秋田県湯沢市前森2丁目2-6
- 株式会社ファースト - 宮城県仙台市宮城野区苦竹3丁目6-10 協和運輸倉庫 事務棟3F
- 株式会社アレンザ・ジャパン - 東京都千代田区神田多町2丁目1 神田進興ビル 4階
- 株式会社ダイユーエイトリフォームサービスセンター - 福島県福島市太平寺字堰ノ上58
- 有限会社日敷購売会 - 秋田県湯沢市字両神93 【持分法非適用非連結子会社】
- 株式会社横手エス・シー - 秋田県横手市鍛冶町4-2 【持分法非適用関連会社】

### ペットショップ事業
- 株式会社アミーゴ - 東京都千代田区神田多町2丁目1 神田進興ビル 4階
- 株式会社犬の家 - 愛知県春日井市瑞穂通3丁目90

### スポーツクラブ事業
- 株式会社アクトス - 岐阜県多治見市希望ヶ丘4-75-3
- 株式会社アーデル・フィットネス・リゾート - 千葉県市川市菅野1丁目8-18

### 流通関連事業
- 中部流通株式会社 - 岐阜県多治見市大針町661-1
- 上海巴栄貿易有限公司 -  中国 上海市
- VALOR VIETNAM CO.,LTD. -  ベトナム ホーチミン市
- 株式会社フェイス - 千葉県船橋市
- 中部興産株式会社 - 岐阜県可児市大森字奥洞989-1
- 株式会社鷺富運送 - 石川県白山市森島町う181-3
- メンテックス株式会社 - 岐阜県多治見市大針町661-1
- 株式会社バローエージェンシー - 岐阜県多治見市大針町661-1
- 有限会社ジャパンクリーンサービス - 岐阜県可児郡御嵩町伏見347-3
- 有限会社アクセル - 神奈川県横浜市神奈川区白幡向町4-21
- 昭和フイルム株式会社 - 大阪府大阪市中央区今橋2丁目3-16
- ユニードパック株式会社 - 香川県仲多度郡まんのう町炭所西800
- 株式会社アグリトレード - 岐阜県多治見市旭ケ丘10丁目6-64 【持分法適用関連会社】

### その他事業
- アレンザホールディングス株式会社 - 福島県福島市太平寺字堰ノ上58
- 有限会社アグリ元気岡山 - 岡山県総社市西郡411-1
- 株式会社岐東ファミリーデパート - 岐阜県土岐市泉町久尻42-11
- 株式会社中部保険サービス - 岐阜県多治見市大針町661-1
- 株式会社バローマックス（不動産賃貸事業）
- 株式会社バローフィナンシャルサービス - 愛知県名古屋市中村区名駅南1丁目16-21
- 株式会社スパークル - 岐阜県岐阜市木田3-1
- 株式会社牧歌コーポレーション - 岐阜県郡上市高鷲町鷲見2756-2 【持分法非適用関連会社】
- 恵那峡リンクス株式会社 - 岐阜県恵那市大井町1202-4 【持分法非適用関連会社】

## 物流拠点
2025年6月11日時点
- 株式会社バロー
  - 可児チルド物流センター - 岐阜県可児市
  - 可児ドライ物流センター - 岐阜県可児市
  - 大垣物流センター - 岐阜県大垣市
  - 北陸物流センター - 富山県南砺市
  - 北陸第2物流センター - 富山県南砺市
  - 静岡総合センター - 静岡県島田市
  - 一宮物流センター - 愛知県一宮市
  - 豊田物流センター - 愛知県豊田市
  - 福井チルド物流センター - 福井県福井市
  - 福井ドライ物流センター - 福井県福井市
  - 枚方物流センター - 大阪府枚方市
  - 名古屋みなとドライ物流センター - 愛知県名古屋市港区
  - 可児プロセスセンター - 岐阜県可児市
  - 可児青果センター - 岐阜県可児市
  - 大垣プロセスセンター - 岐阜県大垣市
  - 北陸プロセスセンター - 富山県南砺市
  - 北陸青果センター - 富山県南砺市
  - 静岡プロセスセンター - 静岡県島田市
  - 福井水産プロセスセンター - 福井県鯖江市
- 中部薬品株式会社
  - 中部薬品物流センター - 岐阜県多治見市
  - 木曽川物流センター - 愛知県一宮市
  - 静岡物流センター - 静岡県島田市
  - 北陸物流センター - 富山県南砺市
  - 福井ドライ物流センター - 福井県福井市
  - 名古屋みなとドライ物流センター - 愛知県名古屋市港区